# Гевиллер, Сильвия
Сильвия Гевиллер (нем. Sylvia Gähwiller; 5 июля 1909 — 19 марта 1999) — швейцарская певица (сопрано) и музыкальный педагог.
Училась в 1926—1927 гг. в Бреслау, затем в 1927—1928 гг. в берлинской Консерватории Штерна у Фридриха Вюрера (фортепиано) и Карла Вайгля (композиция), позднее изучала вокальное искусство в Цюрихе у Рии Гинстер. В 1941—1942 гг. солистка оперного театра в Санкт-Галлене.
Была известна, главным образом, как исполнительница барочного и средневекового материала — в частности, оперных партий и мадригалов Монтеверди. У Гевиллер учились несколько поколений швейцарских вокалистов — в частности, Фриц Неф, Никлаус Тюллер, Сильвия Шмид, Катрин Граф, Вальтер Майер, Аннелизе Рицман и др.